# Rivière Malouin
Pour les articles homonymes, voir Malouin.
La rivière Malouin est un affluent de la rivière Harricana, coulant dans la municipalité de Eeyou Istchee Baie-James (municipalité), dans la région administrative du Nord-du-Québec, au Quebec, au Canada. Son cours traverse les cantons de Massicotte et de Manthet.
La surface de la rivière est habituellement gelée du début novembre à la mi-mai, toutefois la circulation sécuritaire sur la glace se fait généralement de la mi-novembre à la fin d'avril.

## Géographie
Les principaux bassins versants voisins de la rivière Malouin sont :
- côté Nord : rivière Harricana, rivière Mannerelle ;
- côté Est : rivière Harricana, rivière Breynat, rivière Despreux ;
- côté Sud : rivière Turgeon, rivière du Détour ;
- côté Ouest : rivière Again (Ontario et Québec), rivière Lawagamau (Ontario), rivière Mannerelle.

La rivière Malouin prend sa source d'un zone humide (altitude : 264 m), dans la partie Sud de la municipalité de Eeyou Istchee Baie-James (municipalité).
La source de la rivière Malouin est située à :
- 21,5 km à l'Ouest de la rivière Harricana ;
- 56,4 km au Sud de l'embouchure de la rivière Malouin ;
- 16,5 km à l'Est de la frontière de l'Ontario.

À partir de sa source, la rivière Malouin coule plus ou moins en parallèle à la frontière de l'Ontario sur environ 75 km selon les segments suivants :
- 25,2 km vers le Nord en zone de marais, jusqu'à un coude de rivière ;
- 17,1 km vers le Nord en zone de marais, jusqu'à un ruisseau (venant du sud-est) ;
- 5,6 km vers le Nord de zone de marais, jusqu'à la confluence de la rivière Mannerelle ;
- 19,3 km vers le Nord en zone de marais, jusqu'à l'embouchure[2].

La rivière Malouin se déverse sur la rive sud-ouest de la rivière Harricana à :
- 32,8 km en amont de l'Île « Low Shoal » (en Ontario) ;
- 64,3 km au sud-est de l'embouchure de la rivière Harricana ;
- 14,1 km à l'Est de la frontière de l'Ontario ;
- 158 km au nord-ouest du centre-ville de Matagami.

## Toponymie
Cet hydronyme évoque l'œuvre de vie de l'arpenteur Paul Malouin (1884-1945), né à Québec. Ce dernier a entrepris des études à l'École d'arpentage de l'Université Laval en 1904. Reçu arpenteur-géomètre en 1910, il s'associe la même année avec l'arpenteur Paul Joncas sous la raison sociale
Joncas et Malouin.
La désignation « Rivière Malouin » est indiquée sur une carte régionale de l'Abitibi du ministère des Terres et Forêts en 1962. En 1895, l'explorateur Henry O'Sullivan avait baptisé ce cours d'eau « Rivière du Mariage » ou « Birthday », l'ayant « découvert » le 15 septembre, jour du 20e anniversaire
de son mariage.
L'hydronyme "rivière Malouin" a été officialisé le 5 décembre 1968 par la Commission de toponymie du Québec, soit à la création de cette commission.